# Municipi d'Elhovo
El municipi d'Elhovo (búlgar: Община Елхово) és un municipi búlgar pertanyent a la província de Iàmbol, amb capital a la ciutat d'Elhovo. Es troba al sud-oest de la província, a la frontera amb Turquia. Pel seu terme municipial hi passa la carrera 7, que uneix Iàmbol amb Edirne.
L'any 2011 tenia 16.219 habitants, el 90,16 búlgars i el 8,13% gitanos i l'0,23% turcs. A la capital municipal Elhovo, hi viuen dues terceres parts de la població municipal.

## Localitats
Juntament amb la capital municipal hi ha 21 pobles més al municipi:
| - Borisovo - Boyánovo - Valcha Poliana - Goliam Dervent - Granitovo - Dobrich - Zhrebino - Izgrev - Kirilovo - Lalkovo | - Lesovo - Malko Kirilovo - Malomirovo - Maluk Manastir - Melnitsa - Pchela - Razdel - Slaveikovo - Stroino - Trankovo - Chernozem |